# San Francisco Film Critics Circle Awards 2007
Na 6. ročníku udílení cen San Francisco Film Critics Circle Awards byly předány ceny v těchto kategoriích dne 10. prosince 2007.

## Vítězové

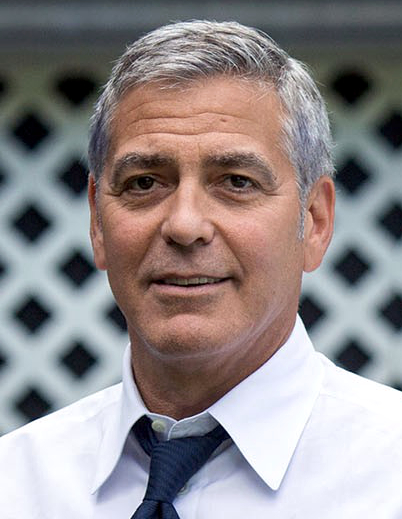
George Clooney, vítěz v kategorii nejlepší mužský herecký výkon v hlavní roli

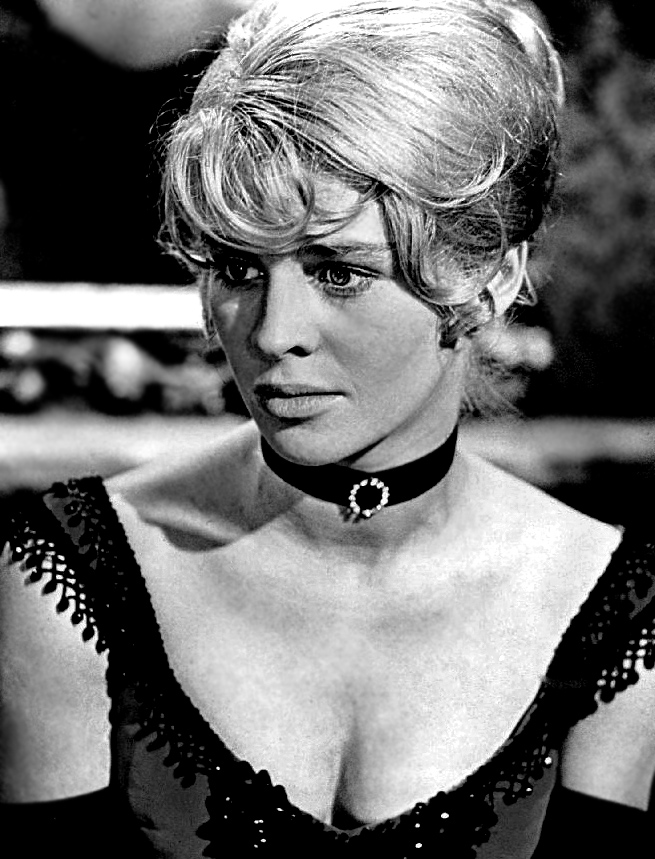
Julie Christie, vítězka v kategorii nejlepší ženský herecký výkon v hlavní roli

Nejlepší film: Zabití Jesseho Jamese zbabělcem Robertem Fordem
Nejlepší režisér: Joel a Ethan Coen – Tahle země není pro starý
Nejlepší původní scénář: Tamara Jenkins – Divoši
Nejlepší adaptovaný scénář: Sarah Polley – Daleko od ní
Nejlepší herec v hlavní roli: George Clooney – Michael Clayton
Nejlepší herečka v hlavní roli: Julie Christie – Daleko od ní
Nejlepší herec ve vedlejší roli: Casey Affleck – Zabití Jesseho Jamese zbabělcem Robertem Fordem
Nejlepší herečka ve vedlejší roli: Amy Ryan – Gone, Baby, Gone
Nejlepší cizojazyčný film: Skafandr a motýl
Nejlepší dokument: Konec v nedohlednu
Ocenění Marlon Riggs: Lynn Hershman Leeson

Speciální ocenění: Navždy mladá : The Musical